# 이우당종택
이우당종택(二愚堂宗宅)은 경상북도 안동시 임하면 임하리에 있는 건축물이다. 1984년 5월 21일 경상북도의 민속문화재 제49호로 지정되었다.

## 개요
안동 권씨 부정공파 이우당 권환의 종택으로 인조 18년(1640)에 지었다고 한다. 1963년에 건물 전체를 수리하였으며, 지금 있는 건물은 1994년에 일부분을 고친 것이다.
앞면 5칸·옆면 5칸의 안채는 목조기와집으로 ㅁ자형 구조를 하고 있다. 대청은 6칸이며 우물마루를 깔았다. 사랑채는 영조 49년(1773년)에 정침을 수리하면서 높은 기단 위에 지었으며, 건물 주위에 난간을 둘렀다.
마을의 모든 건물은 북향인데 이 집만 북동향을 하고 있다.

## 참고 자료
- 이우당종택 - 국가유산청 국가유산포털